# Campsurus homaulos
Campsurus homaulos is een haft uit de familie Polymitarcyidae. De wetenschappelijke naam van de soort werd voor het eerst geldig gepubliceerd in 2013 door Molineri en Salles. 